# Hieronymiella clidanthoides
Hieronymiella clidanthoides är en amaryllisväxtart som beskrevs av Pax. Hieronymiella clidanthoides ingår i släktet Hieronymiella och familjen amaryllisväxter. Inga underarter finns listade i Catalogue of Life.